# Efektivna doza
Efektivna doza (ED) u farmakologiji je doza ili količina leka koja proizvodi terapeutski odgovor ili željeni efekat kod dela korisnika.
Srednja efektive doza je doza koja deluje na 50% populacije koja koristi lek. Ona se označava sa ED50. ED50 vrednost se koristi kao mera razumnog očekivanje dejstva leka, mada ona ne mora da bude doza koju lekari koriste.
ED95 vrednost je doza koja je potrebna da se ostvari dejstvo kod 95% populacilacije izložene leku. ED95 vrednost je na primer važna za generalnu anesteziju.

## Literatura
- Милена Покрајац (2002). Фармакокинетика. Београд. ISBN 978-86-902551-4-6.
- Група аутора (2006).  Ненад Угрешић, ур. Фармакотерапијски водич 3 (PDF). Београд. Архивирано из оригинала (PDF) 15. 07. 2011. г. Приступљено 15. 01. 2012.